# Высокие технологии

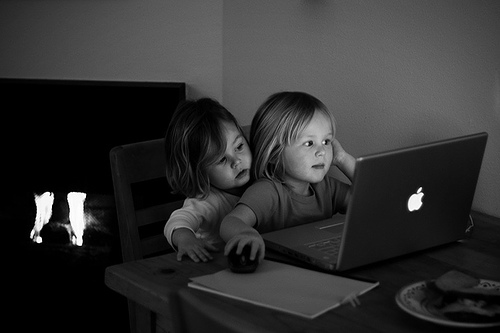

Высо́кие техноло́гии (англ. high technology, high tech, hi-tech) — совокупность информации, знаний, опыта, материальных средств, используемых при разработке, создании и производстве технически сложной продукции, требующей использования научного знания при проектировании и производстве, например биотехнологии, электроника и робототехника, авиакосмические технологии. «Низкие технологии» (англ. low technology, low tech) — простые технологии, используемые на протяжении веков.
Переход к использованию высоких технологий является одним из признаков современной научно-технической революции (НТР) и фактором социально-экономического развития.
Существует множество определений к понятию высокие технологии. Преимущественно различают отраслевой и продуктовый подходы.

## Отрасли высоких технологий
Высокотехнологичные отрасли отличаются высокой интенсивностью затрат на научные исследования и разработки (НИОКР), высока доля занятых с высшим образованием, а также более высокой инновационной активностью.
Высокотехнологичные отрасли выделены согласно классификации ОЭСР по соотношению затрат на НИОКР к добавленной стоимости:
- высокотехнологичные (биотехнологии и фармацевтика, самолеты и космические аппараты; приборостроение; радио, телевидение и оборудование связи; вычислительная техника) [8 % — 100 %);
- среднетехнологичные высокого уровня [2,5 % — 8 %);
- среднетехнологичные низкого уровня [1 % — 2,5 %);
- низкотехнологичные (0 % — 1 %).

Согласно последней классификации Росстата выделены:
Отрасли высокого технологичного уровня (в начале указан код ОКВЭД):
- 21 Производство лекарственных средств и материалов, применяемых в медицинских целях
- 26 Производство компьютеров, электронных и оптических изделий
- 30.3 Производство летательных аппаратов, включая космические, и соответствующего оборудования

Отрасли высокого среднетехнологичного уровня
1. 20 Производство химических веществ и химических продуктов
2. 27 Производство электрического оборудования
3. 28 Производство машин и оборудования, не включенных в другие группировки
4. 29 Производство автотранспортных средств, прицепов и полуприцепов
5. 30 Производство прочих транспортных средств и оборудования, исключая 30.3
6. 32.5 Производство медицинских инструментов и оборудования
7. 33 Ремонт и монтаж машин и оборудования

Наукоемкие отрасли, включающие виды деятельности сферы услуг и отличаются максимальной долей занятых с высшим образованием в числе работников:
- 50 Деятельность водного транспорта
- 51 Деятельность воздушного и космического транспорта
- 61 Деятельность в сфере телекоммуникаций
- 62 Разработка компьютерного программного обеспечения, консультационные услуги в данной области и другие сопутствующие услуги
- 63 Деятельность в области информационных технологий
- 69 Деятельность в области права и бухгалтерского учета
- 70 Деятельность головных офисов; консультирование по вопросам управления
- 71 Деятельность в области архитектуры и инженерно-технического проектирования; технических испытаний, исследований и анализа
- 72 Научные исследования и разработки
- 75 Деятельность ветеринарная
- 78 Деятельность по трудоустройству и подбору персонала
- 85 Образование
- 86 Деятельность в области здравоохранения
- 87 Деятельность по уходу с обеспечением проживания
- 88 Предоставление социальных услуг без обеспечения проживания

В научно-популярной литературе к высоким технологиям относят:
- Электроника
- Программное обеспечение
  - Искусственный интеллект
- Беспроводные технологии
- Робототехника
- Нанотехнологии
- Экологически чистые технологии, энергосбережение и альтернативная энергетика
  - Переработка отходов
  - Атомная энергетика
  - Солнечная энергетика
  - Водородная энергетика
- Системы безопасности
  - Биометрия
  - Датчики, детекторы, электронные анализаторы
  - Системы скрытого наблюдения
- Навигационные технологии
- Оборонные технологии и технологии двойного назначения:
  - Самолётостроение
  - Ракетостроение
  - Создание космических аппаратов
- Биотехнологии
  - Генная инженерия и генотерапия
  - Микробиологическая промышленность
- Органическая химия
- Фармацевтика

## Экономика
К высокотехнологичному сектору экономики относят отрасли высокого, высокого среднетехнологичного уровня и наукоёмкие сервисы.
Поскольку высокотехнологичный сектор экономики развивает или использует самые передовые технологии, он часто рассматривается как имеющий наибольший потенциал для будущего роста. Высокотехнологичные стартапы получают значительную часть венчурного капитала. Вложения в высокие технологии часто рассматриваются как инвестиции с высоким риском, но они дают возможность получить высокую прибыль.
Доля высокотехнологичного сектора в России составляет около 22 % в валовом внутреннем продукте и превышает 34 % в численности работников. Можно говорить о слабой, но положительной динамике сектора и увеличении его роли в экономике России. Доля сектора с 2010 г. выросла в объеме государственных закупок и поступлениях налога на прибыль, но сократилась в общем объеме экспорта и в числе новых фирм.